# Testify (chanson)
Pour les articles homonymes, voir Testify.
 (novembre 2009).
Si vous disposez d'ouvrages ou d'articles de référence ou si vous connaissez des sites web de qualité traitant du thème abordé ici, merci de compléter l'article en donnant les références utiles à sa vérifiabilité et en les liant à la section « Notes et références ».
Singles de Rage Against the Machine
Sleep Now in the Fire Calm Like a Bomb
Testify est la première piste du troisième album The Battle of Los Angeles du groupe Rage Against the Machine et est aussi le troisième single: ce morceau dure 3 min30 et les paroles "Who controls the past (now), controls the future. Who controls the present (now), controls the past" font clairement référence au roman 1984 de George Orwell.
La chanson parle du pouvoir de l'argent comme en témoigne le vers "Mass graves for the pump and the price is set"; l'importance de témoigner semble être le message de cette chanson puisque c'est le refrain. Par ailleurs le pétrole manque aux États-Unis ("I'm empty please fill me") et le personnage de la chanson déclare "Baghdad is burning".
Cette chanson a bénéficié d'un clip qui montre George W. Bush et Al Gore, alors candidats pour la présidence aux États-Unis, en train d'assister à des campagnes pour dire au peuple qu'ils méritent le poste suprême. Nous pouvons voir également d'autres personnalités caricaturées dans ce clip à l'instar du pape Jean-Paul II, Bill Clinton, Richard Nixon, Monica Lewinsky, Ronald Reagan...
On peut voir aussi Zack de la Rocha chanter "Mass graves for the pump and the price is set" au moment où il pointe le pistolet (qui sert pour l'essence) sur sa tempe; en effet le problème du pétrole est défini dans le clip et De la Rocha l'exprime bien dans cette chanson. Le clip a été réalisé par Michael Moore qui a également tourné la vidéo de Sleep now in the fire. À la fin du clip Ralph Nader candidat lui aussi à la présidence déclare: "If you're not turned onto politics, politics will turn on you."
L'intro de la chanson est assez dévastatrice, puisque nous entendons d'abord la batterie puis l'effet de Tom Morello ensuite vient ronronner la basse de Tim Commerford tandis que la batterie se fait de plus en plus sentir avant que Zack de la Rocha pousse un "Ughh" et ne se mette à chanter.